# Copa del Rey de rugby 2015-16

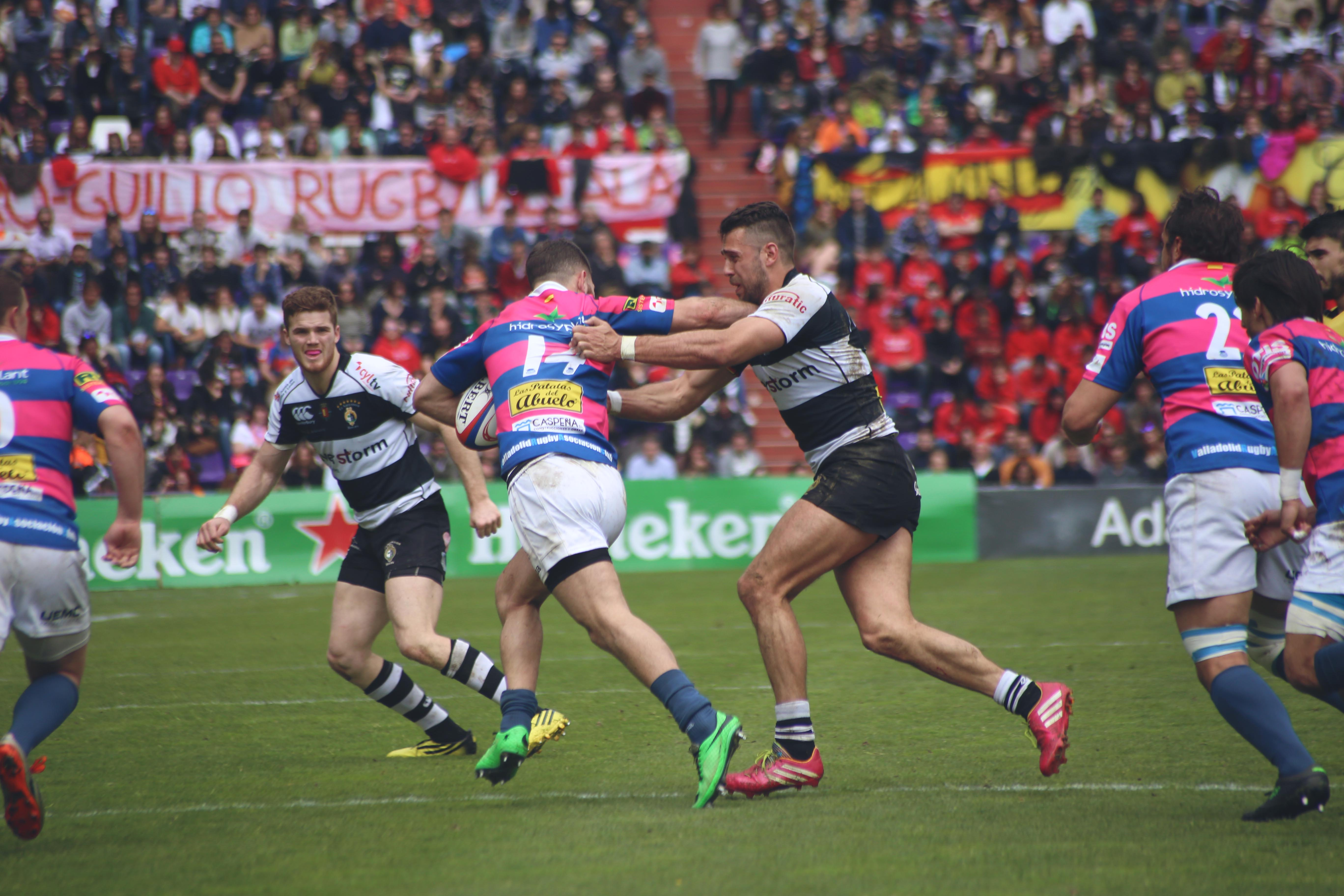
Fotografía tomada durante el partido.

La  Copa del Rey de rugby 2015-16 fue la edición número 83 de este torneo. SilverStorm El Salvador venció en el derbi vallisoletano a VRAC Quesos Entrepinares en la final. Este partido, disputado en el Estadio José Zorrilla, es conocido por batir el récord de asistencia en un partido de rugby union español con 26.500 espectadores. El rey Felipe VI de España asistió al encuentro y entregó el trofeo al capitán "chamizo" Fernando González Altez.

## Formato de competición
Para esta edición se clasificaron los mejores siete equipos de mitad de temporada (jornada 11) de la División de Honor de rugby 2015-16. La UE Santboiana declinó participar.
Todas las rondas se jugaron a un solo partido.

## Cuartos de final
Partidos jugados el 10 de enero de 2016. El VRAC Quesos Entrepinares quedó exento.
| Equipo 1                | Resultado | Equipo 2             |
| ----------------------- | --------- | -------------------- |
| SilverStorm El Salvador | 12–6      | Complutense Cisneros |
| AMPO Ordizia            | 13−32     | Alcobendas           |
| Getxo Artea             | 19–27     | Bathco Rugby         |

## Semifinales
Partidos jugados el 31 de enero de 2016.
| Equipo 1     | Resultado | Equipo 2                 |
| ------------ | --------- | ------------------------ |
| Alcobendas   | 20–25     | VRAC Quesos Entrepinares |
| Bathco Rugby | 12–26     | SilverStorm El Salvador  |

## Final
Partido jugado el 17 de abril de 2016.
| Equipo 1                | Resultado | Equipo 2                 |
| ----------------------- | --------- | ------------------------ |
| Silverstorm El Salvador | 13-9      | VRAC Quesos Entrepinares |